# Ponte San Pietro
Ponte San Pietro est une commune de la province de Bergame, dans la région de Lombardie, en Italie.

## Administration
| Période                                  | Période     | Identité                | Étiquette | Qualité |
| ---------------------------------------- | ----------- | ----------------------- | --------- | ------- |
| 30 mai 2006                              | 15 mai 2011 | Giuliana Reduzzi        | PD        |         |
| 16 mai 2011                              | En cours    | Valerio Achille Baraldi | Lega Nord |         |
| Les données manquantes sont à compléter. |             |                         |           |         |

### Hameaux
Briolo, Locate.

### Communes limitrophes
Bonate Sopra, Brembate di Sopra, Curno, Mapello, Mozzo, Presezzo, Valbrembo.

## Économie
En novembre 2022, Euronext déménage son datacenter dans cette commune près de Bergame.

## Sport
- Associazione Calcistica Ponte San Pietro